# HWD15
Wi-Fi WALKER WiMAX 2+ HWD15(ワイファイ ウォーカー ワイマックスツープラス エイチダブルディー15)とは、HUAWEIが製造し、auを展開するKDDIおよび沖縄セルラー電話とWiMAXブランドを展開するUQコミュニケーションズがかつて販売していた、モバイルWi-Fiルーターである。端末上の両社の違いはメーカーとブランドのロゴの位置が異なる程度である。

## 接続回線
- au
  - au 4G LTE
- UQコミュニケーションズ
  - WiMAX 2
  - WiMAX

## 端末について
- 2014年に発売され、電池容量は3000mAh。
- 前モデルに引き続きタッチパネル式のディスプレイが搭載されており、付属の給電ケーブル（HWD14より同梱）を介してスマートフォンのモバイルバッテリーとして使用できる。
- HWD14で採用されていたQi（おくだけ充電）規格には当端末以降は対応していない。
- 本端末以降はクレードルがオプション設定され、クレードルを使用すると有線LAN接続が可能となる。
- Wi-Fi WALKERシリーズは当端末が最終モデルとなっている。

## ギャラリー

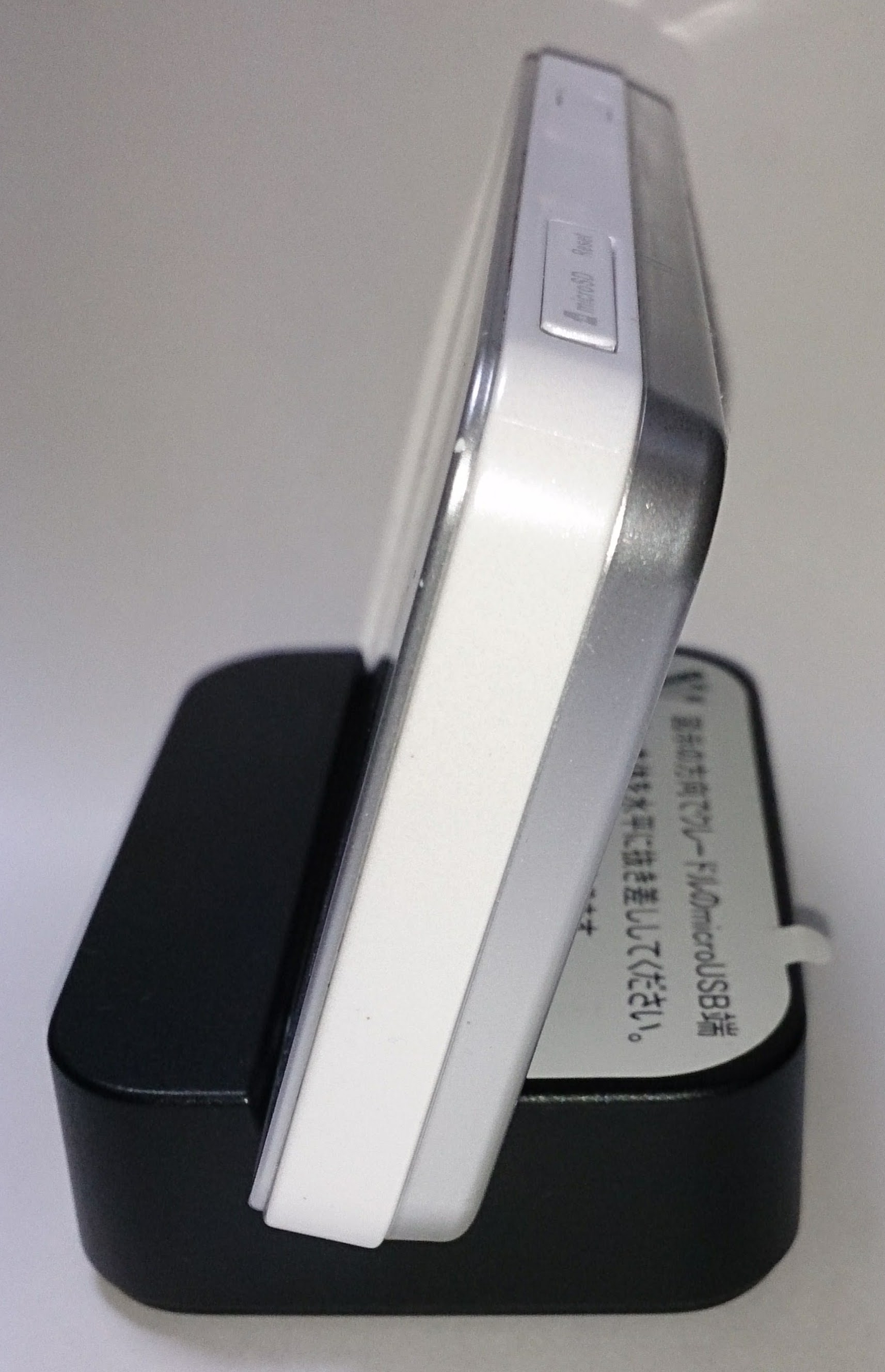
クレードル装着時
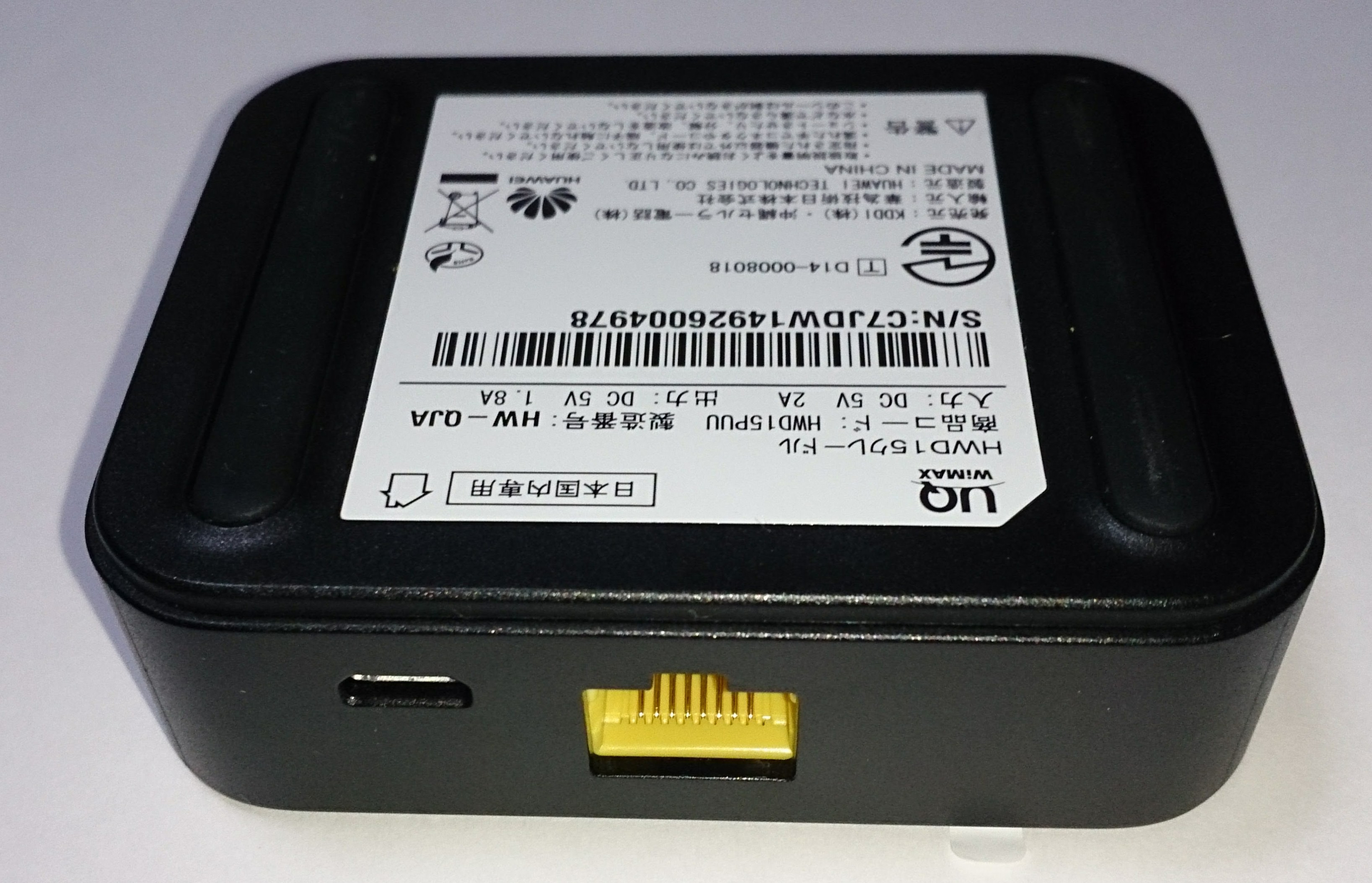
クレードル（裏）
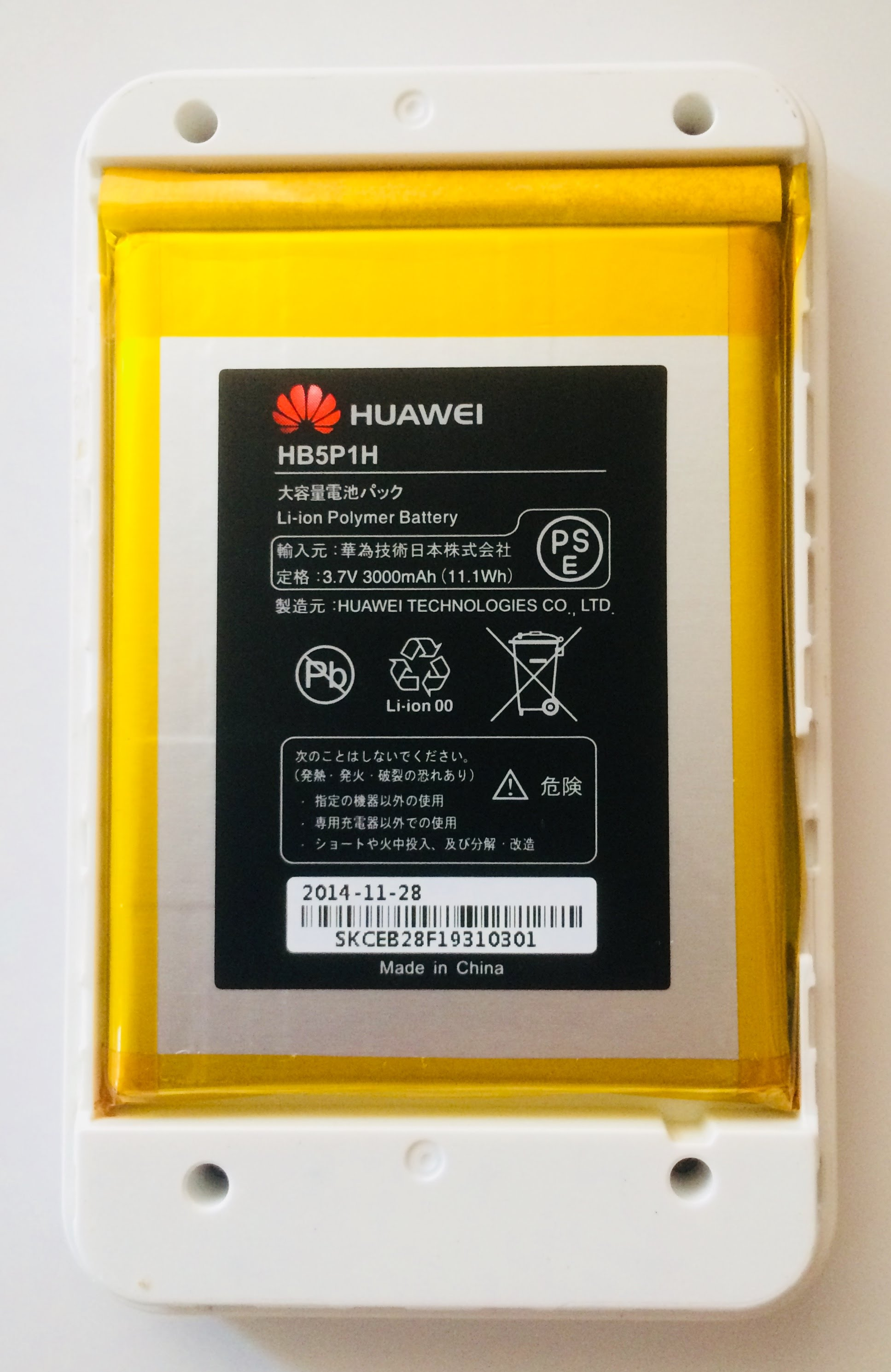
大容量バッテリーのHB5P1Hが内蔵されている